# Bénédicte Simon
Bénédicte Simon (Mantes-la-Jolie, 2 giugno 1997) è una calciatrice francese, difensore del Servette Chênois.

## Carriera

### Club
Simon ha iniziato l'attività sportiva nel Mantois, rimanendo legata al club della sua città natale, Mantes-la-Jolie, dal 2011 al 2015.
Nell'estate 2015 coglie l'opportunità di fare un salto di categoria sottoscrivendo un accordo con l'Aurillac Arpajon per giocare in Division 2 Féminine, livello cadetto del campionato francese femminile di calcio, contribuendo, con 8 reti realizzate su 21 presenze, alla salvezza della squadra che a fine campionato nel gruppo C si classifica al 5º posto.
Nella successiva sessione di calciomercato estivo 2016 si trasferisce, sempre rimanendo in Division 2, allo Stade Reims, firmando un contratto quadriennale. Nel periodo in cui veste la maglia del club di Reims la squadra cresce di competitività arrivando, al termine del campionato 2018-2019, a guadagnarsi la promozione in Division 1.
Il 15 giugno 2020 viene annunciato il suo trasferimento al Paris Saint-Germain con un contratto triennale a partire dalla stagione 2020-2021. Alla guida del tecnico Olivier Echouafni fa il suo debutto con la nuova maglia il 25 settembre 2020, alla 3ª giornata di campionato, rilevando al 78' Kadidiatou Diani nella vittoria casalinga per 4-0 con la sua ex squadra dello Stade Reims. Quella stessa stagione ha anche l'opportunità di debuttare in UEFA Women's Champions League, scendendo in campo da titolare nell'incontro di ritorno dei sedicesimi di finale con le campionesse di Polonia del Górnik Łęczna, il 16 dicembre nella netta vittoria casalinga per 6-1. Benché Echouafni la impieghi solo in 5 occasioni, al termine della stagione festeggia con le compagne il primo titolo di campione di Francia per lei e per la società.
Data la difficoltà a trovare spazio in squadra, per la stagione 2021-2022 Simon è stata ceduta all'Atlético Madrid per quella che è la sua prima esperienza in un campionato estero. Debutta con la nuova maglia il 12 settembre, nel derby della 2ª giornata vinto 2-0 in trasferta con il Real Madrid, tuttavia anche il tecnico José Luis Sánchez la impiega con parsimonia, totalizzando solo 12 presenze su 30 incontri di campionato.
Tornata al PSG nel mercato estivo 2022, il tecnico Gérard Prêcheur la impiega solo 2 volte prima che venda ceduta, a titolo definitivo, alla Juventus, per giocare con il club italiano la seconda parte della stagione 2022-2023. Il tecnico Joe Montemurro la fa debuttare in Coppa Italia nel ritorno dei quarti di finale, vittoria 3-0 con il ChievoVerona FM e poi in campionato, da titolare, solo il 6 maggio 2023, venendo rilevata da Sara Björk Gunnarsdóttir al 70' nel pareggio 2-2 con l'Inter alla 7ª giornata del poule scudetto. Il tecnico bianconero prima del termine della stagione la impiega in una seconda partita di campionato, tuttavia al termine della stagione Simon festeggia con le compagne la conquista della Coppa Italia.
Per la stagione 2023-2024 è tornata in Spagna in prestito al Levante Badalona. A fine gennaio 2024 è tornata in Italia per concludere la stagione al Sassuolo, sempre in prestito. Concluso il prestito al Sassuolo, non ha rinnovato il contratto con la società bianconera.
Dopo aver iniziato la stagione 2024-25 al Racing Power nella massima serie portoghese, nel gennaio 2025 si è trasferita al Valencia, tornando a giocare nella Primera División spagnola.

### Nazionale
Simon ottiene la sua prima convocazione con la maglia della formazione della Francia Under-23 nell'aprile 2021. senza tuttavia che si concretizzi in una presenza.

## Palmarès

### Club
- Campionato francese di seconda divisione: 1

Stade Reims: 2018-2019
- Campionato francese: 1

Paris Saint-Germain: 2020-2021
- Coppa Italia: 1

Juventus: 2022-2023